# ماملزن
ماملزن (به آلمانی: Mammelzen) یک شهر در آلمان است که در راینلاند-فالتس واقع شده‌ .

## خصوصیات
ماملزن ۱٬۰۷۸ نفر جمعیت دارد.